# LST-8 (戦車揚陸艦)
LST-8 (USS LST-8)は、第二次世界大戦中にアメリカ海軍及びイギリス海軍が運用したLST-1級戦車揚陸艦である。

## 艦歴
LST-8は1942年7月26日にアメリカ・ペンシルバニア州ピッツバーグのドラヴォ・コーポレーションが起工し、10月29日に進水した。しかしアメリカ海軍へは就役せず、1943年3月23日にHM LST-8としてイギリス海軍へ就役した。1943年5月14日にニューヨークから護送船団UGS8Aとともに地中海へ航行した。
第二次世界大戦中はヨーロッパ戦線で活動し、ハスキー作戦やアヴァランチ作戦、アンツィオの戦い、ノルマンディー上陸作戦などにイギリス海軍艦艇として参加した。1944年5月4日から6日まで、イギリス・ヴェール・オブ・グラモーガンのバリーへ入港し、1944年9月にリバプールで改装された。
1946年5月4日にフィリピン・スービック湾でイギリス海軍から退役し、1946年6月1日にアメリカ海軍へと返還された。1946年7月3日にアメリカ海軍から除籍され、1947年12月5日にフィリピンへ売却された。

## 艦長
- W・デンネ :1943年6月 - 1943年10月10日
- ロバート・ロバートソン・テイラー :1943年10月10日 - 1944年12月18日
- レズリー・ベルトラン・メリック :1944年12月18日 - 1945年4月1日
- ウィリアム・レズリー・セント・ジョージ・ウィン・カウソーン :1945年4月1日 - 1945年9月
- エドワード・ワインブルーム :1945年9月 - 1946年6月1日